# Eiga HUGtto! Pretty Cure Futari wa Pretty Cure - All Stars Memories
Eiga HUGtto! Pretty Cure ♡ Futari wa Pretty Cure - All Stars Memories (映画 ＨＵＧっと！プリキュア♡ふたりはプリキュア オールスターズメモリーズ?, Eiga HUGtto! Purikyua ♡ Futari wa Purikyua Ōru Sutāzu Memorīzu, Eiga HUGtto! Precure ♡ Futari wa Pretty Cure All Stars Memories, lett. "HUGtto! Pretty Cure ♡ Futari wa Pretty Cure - Il film: All Stars Memories") è un film del 2018 diretto da Hiroshi Miyamoto.
È il venticinquesimo film d'animazione tratto dal franchise Pretty Cure di Izumi Tōdō e l'unico relativo alla quindicesima serie HUGtto! Pretty Cure; compaiono però tutte le precedenti Pretty Cure, dalla prima alla quattordicesima serie. Il film, realizzato in CGI e in minor parte animato in 2D, vede per personaggi principali le Pretty Cure della prima e della quindicesima serie, per un totale di sette protagoniste femminili; anche quelle dalla seconda alla quattordicesima serie, però, hanno un ruolo importante, portando così il gruppo a cinquantacinque elementi.
L'uscita del lungometraggio ha conferito all'intero franchise Pretty Cure il Guinness World Record per "maggior numero di eroine magiche (55) apparse in un film d'animazione".

## Trama
A seguito della lotta con un mostro in città, Cure Black, Cure White e Shiny Luminous vengono avvicinate da uno strano essere bianco di nome Miden, il cui obiettivo è rubare i ricordi delle Pretty Cure, considerati scintillanti, e acquisirne nel frattempo tecniche di combattimento e modi di fare. Dopo essere riuscito a catturare Luminous, egli attacca Hana e il suo gruppo, rubando i ricordi di Cure Ange, Cure Étoile, Cure MaChérie e Cure Amour e riportandole di conseguenza allo stato infantile. Poiché anche Honoka viene colpita, Nagisa e Hana rimangono le sole guerriere non ancora sotto il controllo del nemico e fanno di tutto per riportare le compagne alla normalità, sebbene in un primo momento cedano alla disperazione di vedere coloro a cui vogliono bene non ricordare chi siano. Quando i due gruppi riescono finalmente a riappropriarsi dei propri ricordi, Miden, furioso, comincia a far regredire l'intera umanità allo stato infantile e rende il mondo a tutti gli effetti una sua roccaforte in cui sono intrappolate le memorie di tutti. Determinate a liberare le altre Pretty Cure e a fermare i disordini, le "HUGtto!" e le "Futari wa" si addentrano nel nuovo mondo creato da Miden, ma ben presto capiscono che il nemico non è malvagio come si presenta e che la motivazione che lo spinge a rubare i ricordi degli altri è perché lui non ne ha, essendo lo spirito di una vecchia macchina fotografica non più utilizzata in cerca di vendetta. Le ragazze vengono poi catturate e aggiunte alle altre, ma Hugtan e Harry riescono a far recuperare la memoria a tutte le Pretty Cure, le quali si liberano, ad eccezione di Cure Yell che ha capito la solitudine di Miden e non vuole abbandonare il suo cuore senza averci prima parlato. Le restanti guerriere si uniscono così alla battaglia, affrontando una schiera di piccole riproduzioni del nemico, mentre Cure Yell raggiunge con fatica il centro di Miden, una landa buia e piovosa, a cui spiega che rubare le memorie degli altri non lo soddisferà mai, invitandolo anzi a ricominciare da capo e a crearsene di sue, belle o brutte che siano. Successivamente, le cinquantacinque Pretty Cure munite della Miracle Memories Light rilasciano tutti i ricordi precedentemente rubati e purificano Miden, che svanisce. Infine, grazie proprio a quella vecchia macchina fotografica che non veniva più utilizzata, Hana scatta tante foto insieme alle amiche con la promessa di creare ricordi indelebili.

## Personaggi

### Personaggi esclusivi del film
Miden (ミデン?, Miden)
È uno strano essere dalle sembianze di un grande mantello bianco (teru teru bōzu). Il suo obiettivo è collezionare le memorie, che considera scintillanti, di ogni singola Pretty Cure; durante il processo, la persona prescelta viene colpita da un raggio di energia che la fa regredire allo stato infantile, mentre i suoi ricordi vengono portati via e sigillati in un pannello di vetro colorato. Possiede la capacità di sparare forti getti di energia dalla bocca, copiare gli attacchi delle Leggendarie Guerriere alle quali ruba i ricordi e ha un carattere irascibile e capriccioso. Si scopre essere una sorta di spirito di una vecchia macchina fotografica che non contiene ricordi, poiché non è stata utilizzata per molti anni, e sfoga la sua rabbia e la sua tristezza sequestrando quelli degli altri. Quando viene purificato dalle Pretty Cure, le quali lo aiutano a ravvedersi e lo invitano a crearsi dei ricordi propri, di lui rimane soltanto l'oggetto, che viene poi usato da Hana per scattare tante fotografie di ricordi felici.
Mostro (モンスター?, Monsutā)
È un grosso mostro che attacca il quartiere di Minato Mirai 21, Yokohama. Viene sconfitto dall'unione dei poteri di Cure Black, Cure White e Shiny Luminous.
Reporter (レポーター?, Repōtā)
È una giornalista che viene coinvolta col suo cameraman nell'attacco di un mostro nel quartiere di Minato Mirai 21. Viene salvata da Black, White e Luminous.

### Pretty Cure
HUGtto! Pretty Cure
- Rie Hikisaka: Hana Nono / Cure Yell
- Rina Hon'izumi: Saaya Yakushiji / Cure Ange
- Yui Ogura: Homare Kagayaki / Cure Étoile
- Nao Tamura: Emiru Aisaki / Cure MaChérie
- Yukari Tamura: Ruru Amour / Cure Amour

Futari wa Pretty Cure / Futari wa Pretty Cure Max Heart
- Yōko Honna: Nagisa Misumi / Cure Black
- Yukana: Honoka Yukishiro / Cure White
- Rie Tanaka: Hikari Kujo / Shiny Luminous

Futari wa Pretty Cure Splash☆Star
- Orie Kimoto: Saki Hyuga / Cure Bloom
- Atsuko Enomoto: Mai Mishō / Cure Egret

Yes! Pretty Cure 5 / Yes! Pretty Cure 5 GoGo!
- Yūko Sanpei: Nozomi Yumehara / Cure Dream
- Junko Takeuchi: Rin Natsuki / Cure Rouge
- Mariya Ise: Urara Kasugano / Cure Lemonade
- Ai Nagano: Komachi Akimoto / Cure Mint
- Ai Maeda: Karen Minazuki / Cure Aqua
- Eri Sendai: Milk / Kurumi Mimino / Milky Rose

Fresh Pretty Cure!
- Kanae Oki: Love Momozono / Cure Peach
- Eri Kitamura: Miki Aono / Cure Berry
- Akiko Nakagawa: Inori Yamabuki / Cure Pine
- Yuka Komatsu: Setsuna Higashi / Cure Passion

HeartCatch Pretty Cure!
- Nana Mizuki: Tsubomi Hanasaki / Cure Blossom
- Fumie Mizusawa: Erika Kurumi / Cure Marine
- Hōko Kuwashima: Itsuki Myōdōin / Cure Sunshine
- Aya Hisakawa: Yuri Tsukikage / Cure Moonlight

Suite Pretty Cure♪
- Ami Koshimizu: Hibiki Hojo / Cure Melody
- Fumiko Orikasa: Kanade Minamino / Cure Rhythm
- Megumi Toyoguchi: Eren Kurokawa / Cure Beat
- Rumi Ōkubo: Ako Shirabe / Cure Muse

Smile Pretty Cure!
- Misato Fukuen: Miyuki Hoshizora / Cure Happy
- Asami Tano: Akane Hino / Cure Sunny
- Hisako Kanemoto: Yayoi Kise / Cure Peace
- Marina Inoue: Nao Midorikawa / Cure March
- Chinami Nishimura: Reika Aoki / Cure Beauty

Dokidoki! Pretty Cure
- Hitomi Nabatame: Mana Aida / Cure Heart
- Minako Kotobuki: Rikka Hishikawa / Cure Diamond
- Mai Fuchigami: Alice Yotsuba / Cure Rosetta
- Kanako Miyamoto: Makoto Kenzaki / Cure Sword
- Rie Kugimiya: Aguri Madoka / Cure Ace

HappinessCharge Pretty Cure!
- Megumi Nakajima: Megumi Aino / Cure Lovely
- Megumi Han: Hime Shirayuki / Cure Princess
- Rina Kitagawa: Yuko Omori / Cure Honey
- Haruka Tomatsu: Iona Hikawa / Cure Fortune

Go! Princess Pretty Cure
- Yū Shimamura: Haruka Haruno / Cure Flora
- Masumi Asano: Minami Kaido / Cure Mermaid
- Hibiku Yamamura: Kirara Amanogawa / Cure Twinkle
- Miyuki Sawashiro: Towa Akagi / Cure Scarlet

Mahō tsukai Pretty Cure!
- Rie Takahashi: Mirai Asahina / Cure Miracle
- Yui Horie: Liko Izayoi / Cure Magical
- Saori Hayami: Kotoha Hanami / Cure Felice

Kirakira ☆ Pretty Cure À La Mode
- Karen Miyama: Ichika Usami / Cure Whip
- Haruka Fukuhara: Himari Arisugawa / Cure Custard
- Tomo Muranaka: Aoi Tategami / Cure Gelato
- Saki Fujita: Yukari Kotozume / Cure Macaron
- Nanako Mori: Akira Kenjo / Cure Chocolat
- Inori Minase: Kirarin / Ciel Kirahoshi / Cure Parfait

## Oggetti magici
Miracle ♡ Memories Light (ミラクル♡メモリーズライト?, Mirakuru ♡ Memorīzu Raito)
È una piccola torcia con l'estremità di cristallo a forma di cuore decorato, in cui sono raffigurate Cure Black e Cure Yell, che proietta un fascio di luce. Trasforma il coraggio in un nuovo potere per le Pretty Cure ed è la chiave per liberare i propri ricordi dal controllo di Miden.
In Giappone, quando è uscito il film, le Miracle Memories Light sono state realmente distribuite al pubblico nelle sale, difatti nella sequenza introduttiva del lungometraggio si vede Cure Yell con Hugtan e Harry spiegare come utilizzarla per incitare le Pretty Cure durante la visione.

## Trasformazioni e attacchi
- Release Shining Memory (レリーズ・シャイニング・メモリー?, Rerīzu Shainingu Memorī): è l'attacco di tutte le Pretty Cure. Dopo aver ricevuto le Miracle Memories Light, le cinquantacinque guerriere si dispongono in cerchio attorno a Miden e rilasciano tutte le memorie precedentemente rubate, purificando il nemico.

## Colonna sonora
| Nº | Titolo CD | Numero tracce | Data uscita     |
| -- | --- | ------------- | --------------- |
| 1  | DANZEN! Futari wa Pretty Cure ~Yuiitsu muni no hikari-tachi~ (ＤＡＮＺＥＮ！ふたりはプリキュア ～唯一無二の光たち～?)                                                                          | 4             | 24 ottobre 2018 |
| 2  | Eiga HUGtto! Precure ♡ Futari wa Pretty Cure - All Stars Memories - Original♡Soundtrack (映画 ＨＵＧっと！プリキュア♡ふたりはプリキュア オールスターズメモリーズ オリジナル♡サウンドトラック?) | 31            | 24 ottobre 2018 |

### Sigle
La sigla originale di apertura è composta da Masayuki Fukutomi con il testo di Noriko Fujimoto (Nostalgic Orchestra), mentre quella di chiusura da Yasuo Kosugi con il testo di Kumiko Aoki.
Sigla di apertura
- We can!! HUGtto! Precure (Ｗｅ ｃａｎ！！ＨＵＧっと！プリキュア?), cantata da Kanako Miyamoto

Sigla di chiusura
- DANZEN! Futari wa Pretty Cure ~Yuiitsu muni no hikari-tachi~ (ＤＡＮＺＥＮ！ふたりはプリキュア ～唯一無二の光たち～?), cantata da Mayumi Gojō con Yuka Uchiyae e Kanako Miyamoto (coro)

## Distribuzione
Il film è stato proiettato per la prima volta nelle sale cinematografiche giapponesi il 27 ottobre 2018. Il DVD e il Blu-ray sono usciti il 6 marzo 2019.

## Accoglienza
Con l'uscita del film, il 27 ottobre 2018, l'intero franchise delle Pretty Cure ha ricevuto il Guinness World Record per "maggior numero di eroine magiche (55) apparse in un film d'animazione". Il lungometraggio è stato inoltre premiato, il 28 dicembre dello stesso anno, alla quarta edizione dei CGWorld Awards nella categoria animazione CG e, il 30 gennaio 2019, alla settima edizione dei VFX-Japan Awards come eccellenza nella categoria dei film d'animazione cinematografici.
Nel primo fine settimana di proiezione, il film ha incassato la cifra di 355.573.7300 yen, piazzandosi al primo posto del box office, superando i predecessori e diventando il film del franchise con il più alto incasso al debutto. L'incasso totale è di 1.15 miliardi di yen circa. La distribuzione home video, nella settimana dal 4 al 10 marzo 2019, è risultata al primo posto della consueta classifica stilata da Oricon, con 9,449 copie vendute totali.

## Altri adattamenti
Un adattamento in cartaceo del film è stato pubblicato da Kōdansha il 29 ottobre 2018 con ISBN 978-4-06-513505-1.